# Doug Allen

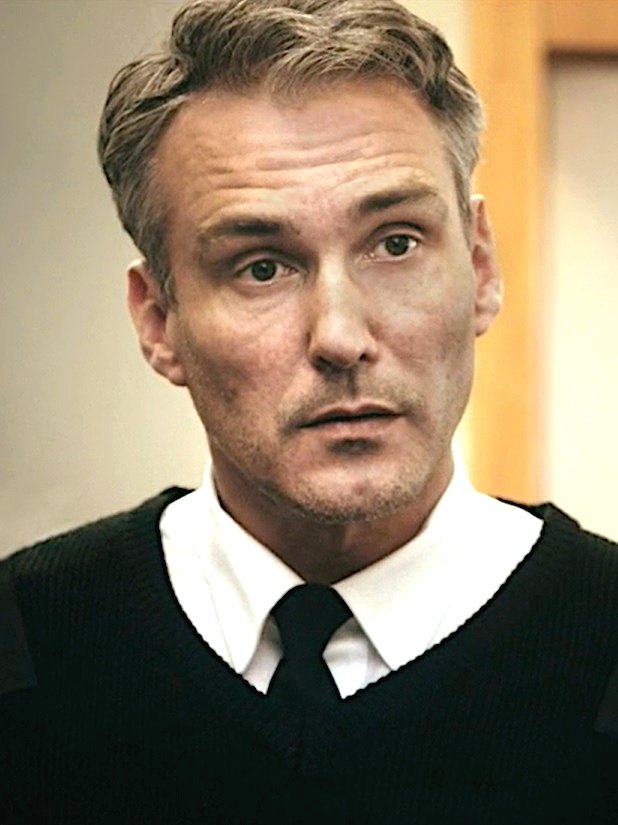
Doug Allen (2014)

Doug Allen é um ator britânico, mais conhecido por interpretar Nathan Willians, entre 2001 e 2002, na série EastEnders da BBC. Seu personagem foi cortado depois de seis meses, pois a equipe de produção alegou que Allen não conseguia decorar suas falas de maneira adequada.

## Filmografia
- One True Thing (1998)
- Gangster No. 1 (2000)
- Christie Malry's Own Double-Entry (2000)
- Band of Brothers (2001)
- EastEnders (2001-2002)
- The Bill (2003)
- The Inspector Lynley Mysteries (2005)
- William and Mary (2005)
- The English Harem (2005)
- Five Days (2007)
- The Firm (2009)